# Nico Liersch
Nico Liersch (* 17. Juli 2000 in München) ist ein deutscher Schauspieler.

## Biografie
Nico Liersch begann seine Karriere in der Werbebranche und war im Jahr 2007 in einem Werbespot von McDonald’s mit Kai Pflaume zu sehen. Im Jahr 2008 spielte er in einer Nebenrolle im Sat.1-Spielfilm Der Einsturz mit. Er wirkte in ARD-Spielfilmen wie z. B. in Das Traumhotel – Brasilien im Jahr 2011 mit. Bekannt wurde er unter anderem durch den Film Kokowääh 2.
Im Kinofilm Die Bücherdiebin, der am 13. März 2014 in die deutschen Kinos kam, ist er in der Rolle des Rudi Steiner zu sehen. Markus Zusak, der Autor des Romans, auf dem der Film basiert, schrieb unter anderem: „Er ist großartig. Er ist Rudi“. (He's magnificent. He is Rudy.)
2017 hatte er in der Fernsehserie In aller Freundschaft – Die jungen Ärzte eine Episodenhauptrolle als Felix Maibach, der Filmsohn der Serienhauptfigur und Oberärztin Dr. Ruhland.

## Filmografie (Auswahl)
- 2010: Der Einsturz – Die Wahrheit ist tödlich (Fernsehfilm)
- 2010: Die Liebe kommt mit dem Christkind (Fernsehfilm)
- 2011: Blackout (Kurzfilm)
- 2011: Die geerbte Familie (Fernsehfilm)
- 2011: Herzflimmern – Liebe zu Leben (Fernsehserie, 2 Folgen)
- 2012: Das Traumhotel – Brasilien
- 2012: Afrika ruft nach dir (Fernsehfilm)
- 2012: Inga Lindström (Fernsehserie, Folge Ein Lied für Solveig)
- 2012: Schafkopf – A bissel was geht immer (Fernsehserie, Folge Junior und Senior)
- 2013: Kokowääh 2
- 2013: Die Bücherdiebin
- 2016: Hannas schlafende Hunde
- 2017: In aller Freundschaft – Die jungen Ärzte (Fernsehserie, Folge Was wir geben)
- 2018: Daheim in den Bergen – Schuld und Vergebung
- 2020: SOKO München (Fernsehserie, Folge Tödliche Vergangenheit)
- 2020: Gipfelstürmer – Das Berginternat (Fernsehserie, Folge Sehtest)
- 2021: Helen Dorn – Wer Gewalt sät (Fernsehreihe)
- 2021: Um Himmels Willen (Fernsehserie, Folge Gerüchte)
- 2022: Morden im Norden (Fernsehserie, Folge Bennys Geheimnis)
- 2022: Hubert ohne Staller (Fernsehserie, Folge Harte Landung)
- 2022: Letzte Spur Berlin (Fernsehserie, Folge Doomsday)
- 2022: SOKO Potsdam (Fernsehserie, Folge Game over)
- 2022: Totenfrau (Fernsehserie)
- 2023: Der Staatsanwalt (Fernsehserie, Folge Licht und Schatten)
- 2024: Erzgebirgskrimi (Fernsehreihe, Folge Die Tränen der Mütter)
- 2024: WaPo Bodensee (Fernsehserie, Folge Gefährliches Pulver)
- 2024: So weit kommt’s noch! (Fernsehfilm)